# Colt Double Eagle
Colt Double Eagle (с англ. — «Колт дабл игл», Кольт двойной орёл) — самозарядный пистолет двойного/одинарного действия, компании Colt. Производство велось компанией Colt c 1989 по 1997 год. Был доступен в стандартном варианте полного размера, а также в более компактной версии, и в нескольких калибрах. Семейство моделей было известно как серия 90.
Конструкция пистолета Double Eagle была основана на пистолете Colt M1911. Магазины были однорядными и идентичны магазинам пистолета M1911. Большинство пистолетов Double Eagle было сделано только из нержавеющей стали, однако были варианты, изготовленные из «лёгких» сплавов алюминия с воронеными кожухами. Colt Double Eagle имеет ударно-спусковой механизм двойного действия. Кроме стандартного варианта полного размера, пистолет выпускался в двух модификациях: Commander (с укороченным стволом и затвором) — длина ствола 114 мм и Officers Model (с укороченным стволом и затвором, и уменьшенной рукояткой). По сравнению со своими современниками, Double Eagle был слишком тяжёл. Возможно, поэтому он и не приобрёл популярность, в результате чего его выпуск был полностью прекращён в 1997 году.